# Конвенто Боско ај Фрати (Фиренца)
Конвенто Боско ај Фрати је насеље у Италији у округу Фиренца, региону Тоскана.
Према процени из 2011. у насељу је живело 2 становника. Насеље се налази на надморској висини од 276 м.